# غوين يورجنسن
غوين يورجنسن (بالإنجليزية: Gwen Jorgensen)‏ هي تريثلت أمريكية، ولدت في 25 أبريل 1986 في وكيشا في الولايات المتحدة.

## وصلات خارجية
- الموقع الرسمي
- غوين يورجنسن على موقع الاتحاد الدولي لألعاب القوى (الإنجليزية)
- غوين يورجنسن على موقع اتحاد الترياتلون الدولي (الإنجليزية)
- غوين يورجنسن على موقع IAT Triathlon Database (الإنجليزية)
- غوين يورجنسن على موقع أوليمبيديا (الإنجليزية)